# 墨尔本邮政总局
墨尔本邮政总局（英語：General Post Office）位于澳大利亚墨尔本的伊丽莎白街与伯克街交叉口的东北角，为维多利亚州最重要的公共建筑之一。
该建筑为新文艺复兴建筑，列入维多利亚州遗产名录。

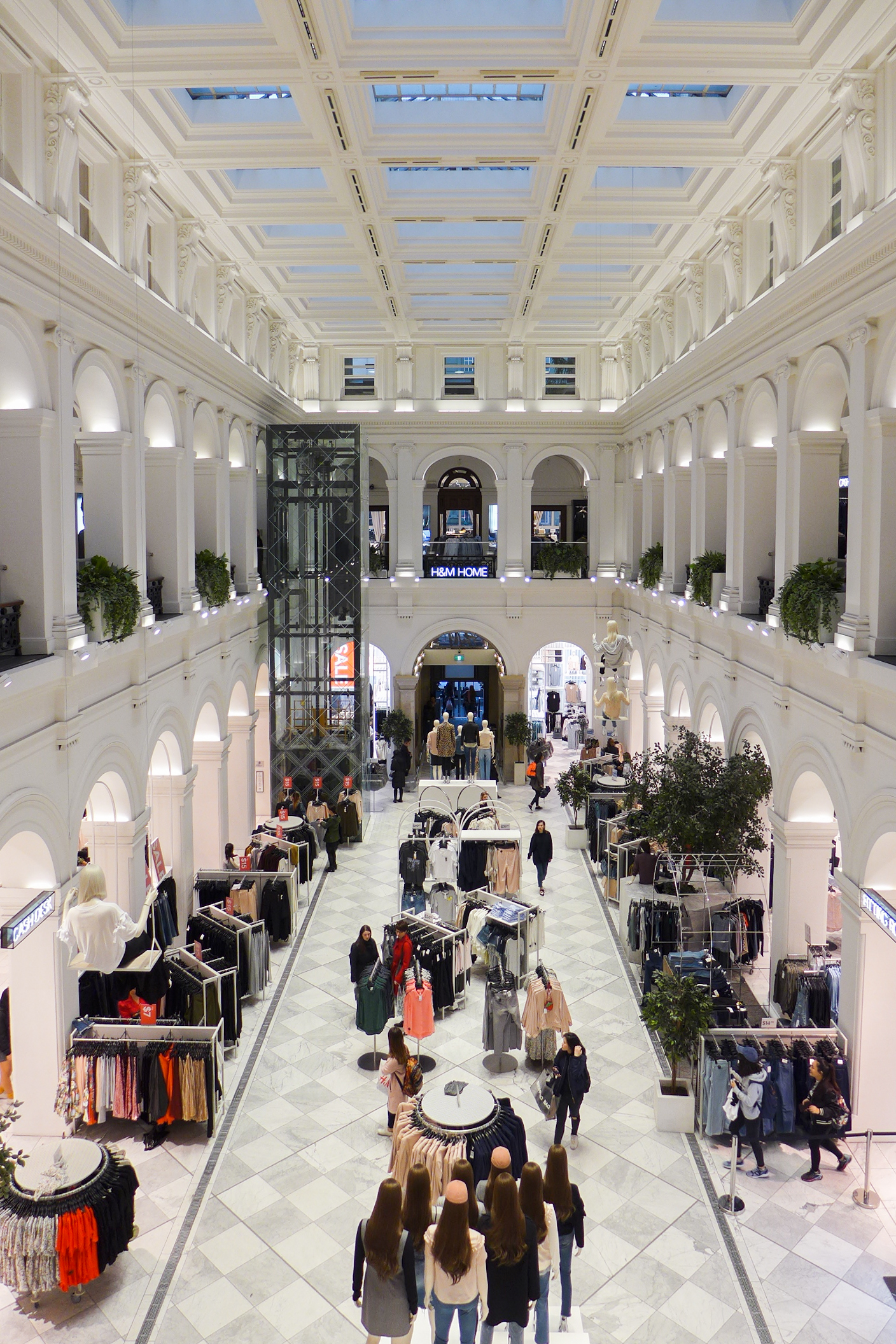

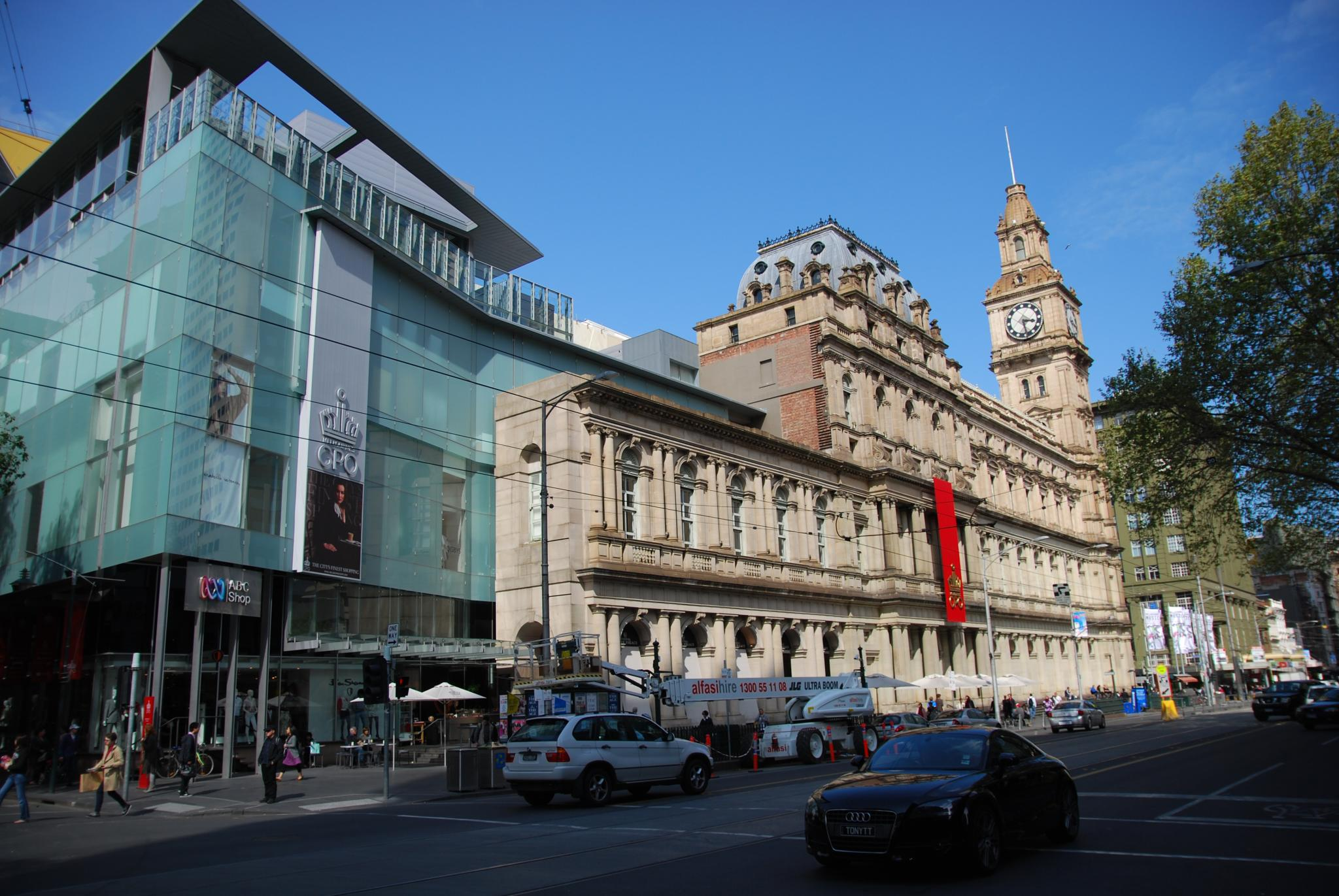
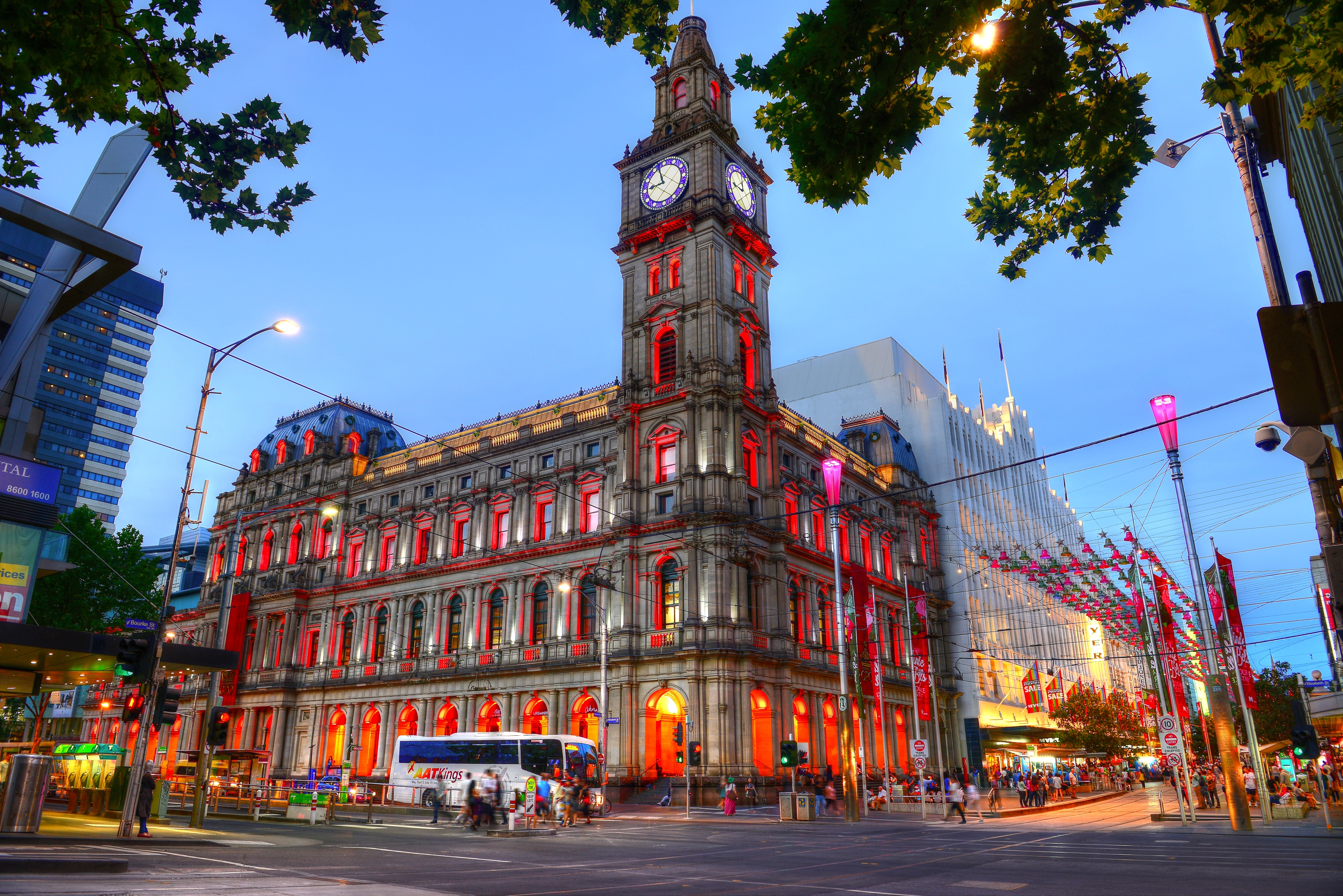
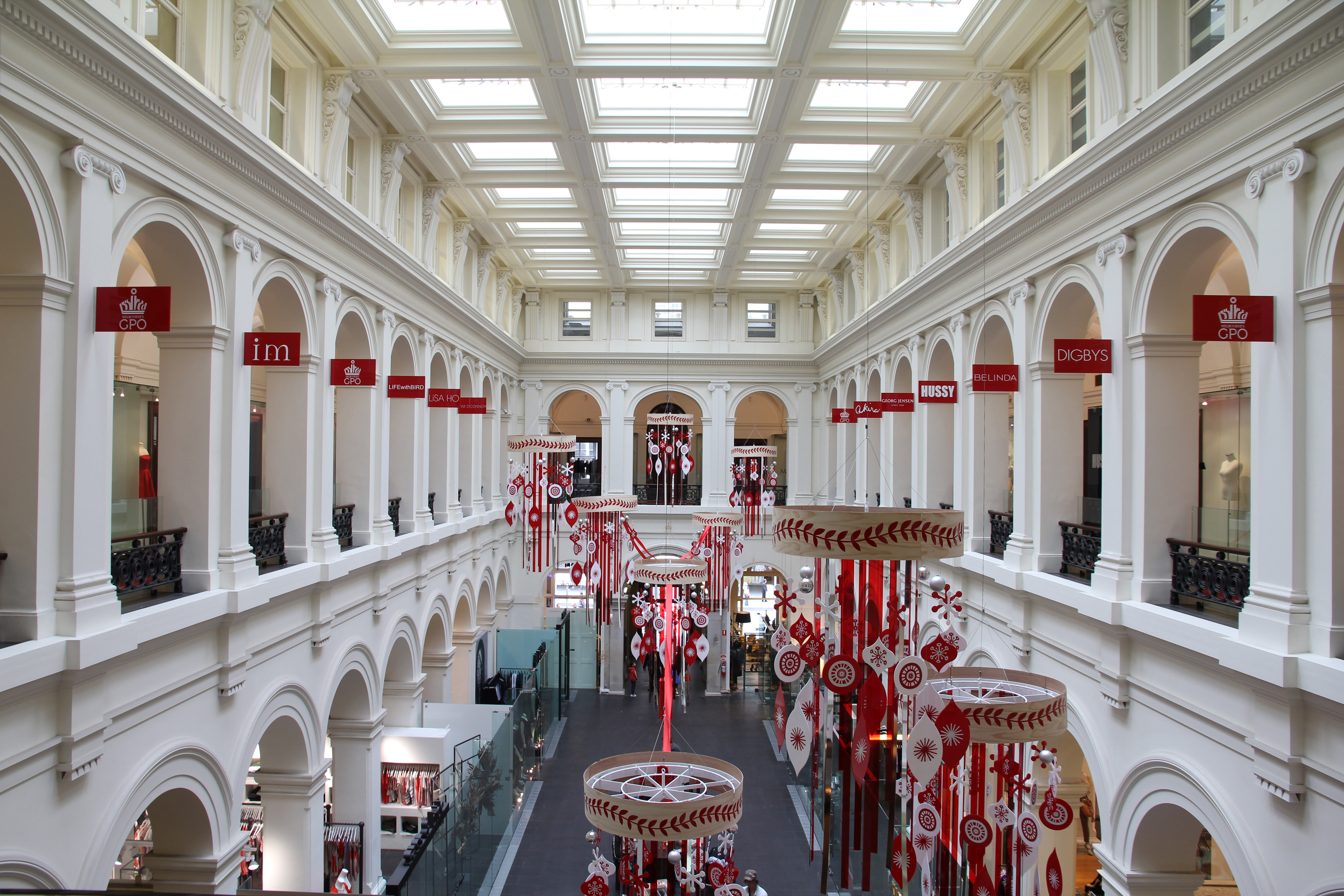